# جيل توك
جيل توك (بالإنجليزية: Jill Tuck)‏ (سابقا جيل كرامر) (بالإنجليزية: Jill Kramer)‏ هي شخصية وهمية في فلم سو,وهي الزوجة السابقة جون كريمر المعروف باسم القاتل جيسكو,أول ظهور لها كان في الكتاب الهزلي "سو : ولادة جديدة(بالإنجليزية: Saw: Rebirth)‏"كعشيقة لجون, ومع ذلك تغير شخصيتها مع ظهورها في أجزاء الفلم، ولعب الشخصية منذ الجزء الثالث من قبل الممثلة الأمريكية بيتسي راسل. 